# La Mer allée avec le soleil
 (juin 2017).
Si vous disposez d'ouvrages ou d'articles de référence ou si vous connaissez des sites web de qualité traitant du thème abordé ici, merci de compléter l'article en donnant les références utiles à sa vérifiabilité et en les liant à la section « Notes et références ».
La Mer allée avec le soleil est le cinquième et dernier tome du cycle de Tyranaël, écrit par Elisabeth Vonarburg ; il est paru aux éditions Alire en 1997.

## Résumé
Plusieurs décennies ont passé depuis le tome précédent. La paix règne sur Virginia depuis que le gouvernement fédéral a été renversé par les Rebelles. En orbite, l'astéroïde Lagrange commerce avec Virginia. Surtout, les passages avec Atyrkelsaõ se sont multipliés, dans les deux sens, en profitant des allées et venues de la mer : c'est ce que l'on appelle l'Ouverture. De nombreux Virginiens sont donc des métis entre humains et Ranao et les deux sociétés, bien que situées sur deux mondes différents (ou plutôt dans deux univers parallèles) se sont rapprochées.
Le roman suit l'histoire de l'un de ces métisses, Taïriel, descendante de Lian (héros du quatrième tome) et de Mathieu (héros du troisième tome). Jeune fille d'une vingtaine d'années, Taïriel fait partie des « bloqués », des Virginiens dénués de tout pouvoir psychique. Elle rompt avec son cousin Esteban et entame une relation amoureuse brève mais intense avec Samuel, un puissant télépathe mystérieux. Lorsque celui-ci la quitte, elle commence à avoir des absences et des visions très réalistes au cours desquelles elle voit des Ranao enfermés dans des sarcophages se faire massacrer par un grand Rani imposant.
Taïriel passe plusieurs examens, tant médicaux que psychiques, qui ne révèlent rien d'anormal, mais la vision revient encore et encore. Au Musée de la ville de Cristobal, elle recroise Samuel, qui s'appelle en réalité Simon Fergus. Il est en train de déménager le sarcophage de Ktulhudar, un demi-dieu légendaire qui, des millénaires auparavant, a unifié les différentes peuplades des Ranao au terme d'une terrible guerre de conquête. Taïriel se rend compte que Ktulhudar est le Rani dont elle rêve.
Elle décide de suivre Samuel/Simon et le confronte dans le train. Il lui explique être parti car il a une maladie mortelle à court terme. Lorsqu'elle lui parle de ses visions, il avance l'hypothèse qu'elle est peut-être la toute première humaine Rêveuse. Taïriel entreprend de maîtriser son don. Simon lui explique avoir volé le sarcophage de Ktulhudar pour le ramener sur l'Île des Morts, entourée par une barrière de radiations que seuls les plus puissants télépathes peuvent franchir. Rejoint par un ami de Simon, ils franchissent la barrière et pénètrent sur l'île. Simon découvre le sarcophage d'Eylaï, l'épouse de Ktulhudar.
En quittant l'île, Taïriel a une puissante vision de l'enfance de Simon. Celui-ci lui révèle la vérité : il est Simon Rossem, le premier mutant de l'histoire, le plus puissant télépathe qui ait jamais existé, désormais âgé de plusieurs centaines d'années après des dizaines de réincarnations successives. Mais cette vie-ci sera sa dernière : il est atteint d'une forme particulièrement grave de progeria qui le fait vieillir à vitesse accélérée.
Taïriel et Simon se rendent au Mont Catalin, exploré dans les premiers temps de la Colonisation par Wang Shandaar. Celui-ci a prétendu y avoir trouvé les traces d'une civilisation plus ancienne que celle des Ranao, mais rien n'a jamais été retrouvé par les autres archéologues. En explorant le temple de la montagne, Taïriel et Simon découvrent une porte cachée, qui mène à un couloir verrouillé. Simon décide de tenter l'ascension par la face extérieure de la montagne.
Pendant qu'ils se préparent, Taïriel a plusieurs visions au cours desquelles elle revit l'initiation d'Oghim Karaïdar, le premier Rani à maîtriser l'ensemble des talents psychiques. Il devient notamment le premier kvaazim, capable de manipuler la matière au niveau quantique. Cela lui permet de franchir la barrière radioactive de l'Île des Morts et de rencontrer les mystérieux Ekelli, que les Ranao de jadis adoraient comme des dieux. Dans ses visions, Taïriel pénètre dans l'esprit de Galaas, un Ekelli. Ceux-ci semblent être des extraterrestres venus sur Tyranaël pour y manipuler les peuples existants afin de faire émerger des mutations conduisant à des talents psychiques. Des siècles après Oghim, Galaas s'incarne dans le prince Ktulhudar et utilise ses pouvoirs pour mener une violente guerre d'unification afin de permettre un vaste brassage génétique. Encore des millénaires plus tard, c'est Galaas qui manipule le patrimoine génétique de la famille Rossem pour créer Simon. C'est également lui qui « remet à jour » Simon à chaque fois qu'il atteint la fin d'une de ses vies.
Taïriel termine l'ascension en traînant Simon, très malade. Ils sont recueillis par des Ekelli, toujours vivants. Taïriel rencontre Galaas : celui-ci explique qu'il a observé l'espèce humaine depuis son arrivée en incarnant des clones de lui-même dans différentes personnes – dont Taïriel, ce qui explique ses visions. Il soigne Simon, lui propose de le rendre définitivement immortel, lui propose même de rejoindre les Ekelli, mais Simon refuse et demande à Galaas de le rendre mortel. Galaas fait allusion à l'origine des Ekelli, des extraterrestres arrivés sur Tyranaël après un accident.
Une longue ellipse temporelle survient alors et les dernières pages se centrent sur Real, probable fils ou petit-fils de Taïriel. Le don de Taïriel s'est répandu et de nombreux Virginiens sont devenus des Rêveurs, capables de voir les passés et les avenirs possibles. Real Rêve de l'arrivée sur Virginia d'une nouvelle espèce, les Shipshas. Dans ses visions, les Shipshas se posent sur une Virginia du passé dans laquelle un virus foudroyant a tué tous les humains. Real a l'impression de pouvoir parfois modifier ce qu'il voit et il tente d'orienter ses visions vers des issues plus positives. Retiré dans les îles, il reçoit un jour la visite de Galaas, qui s'émerveille de cette capacité, fruit d'une nouvelle mutation. Il révèle alors qu'un vaisseau Shipsha vient de pénétrer l'espace aérien de Virginia : le réel et le Rêve de Real se rejoignent.
Nouvelle ellipse temporelle, longue de plusieurs siècles. Galaas parcourt la foule réunie pour assister au retour de la Mer. Les Shipshas se sont adaptés et multipliés sur Virginia. Les contacts avec la Terre et avec la Confédération des Planètes ont repris, et les échanges entre Virginia et Atyrkelsaõ se sont multipliés. Galaas est venu assister au retour sur Virginia de Mathieu, âgé de près d'un millénaire désormais, et se remémore sa très longue vie. Les deux se rencontrent sur le quai et se serrent les mains.